# Bodrum (stad)
Bodrum (Grieks: Αλικαρνασσός, Halikarnassos, Halicarnassus) is een stad aan de zuidwestkust van Turkije aan de Golf van Gökova. Bodrum ligt tegenover het Griekse eiland Kos.

## Geschiedenis
De havenstad Halicarnassus (liman = 'haven' Turks uit Oudgrieks λιμήν) werd ergens voor de 6e eeuw voor Christus door de Dorische Grieken gesticht. De ontstaansmythe van de stad dicteert dat ze gesticht was door een zoon van Poseidon (Anthes). Ze hoorde bij de eerste zes Dorische koloniën in Klein-Azië, samen met Knidos, Lindos, Ialysos, Kameiros en Kos. De Griekse geschiedschrijver Herodotus (Ηρόδοτος) alsook de geschiedschrijver en retor Dionysius van Halicarnassus waren geboren in Halicarnassus. Volgens Herodotus trok tijdens de Perzische oorlogen in de 5e eeuw voor Christus de koningin van Halicarnassus, Artemisia I van Karië, samen met Xerxes I op tegen de Grieken bij Salamis. Een latere heerser van Halicarnassus, de satraap Maussollos, maakte de stad tot zijn hoofdstad. Na zijn overlijden, in 353 v.Chr., gaf zijn vrouw en zuster koningin Artemisia II opdracht tot de bouw van een monumentale graftombe; dit Mausoleum van Halicarnassus zou later gaan behoren tot de zeven wereldwonderen van de klassieke oudheid.
Alexander de Grote veroverde Halicarnassus in 334 v.Chr. op de Perzen onder Memnon van Rhodos. Toen Alexander samen met zijn bondgenote Ada na een vier maanden durende belegering erin slaagde om de muren te doorbreken, stak Memnon de stad in brand.
In 1402 gaf sultan Mehmet I in het kader van zijn akkoord met het Byzantijnse Rijk de toestemming aan de kruisridders (de Johannieters vanuit Rhodos) om te Halicarnassus de huidige Petrusburcht te bouwen, nadat Timoer Lenk hun kasteel te İzmir verwoest had. Van de naam van deze burcht Petronium (Πετρονιον) is de huidige Turkse naam Bodrum afgeleid. Toen sultan Süleyman I met oorlog dreigde, versterkten de Johannieters de Petrusburcht met puin van het Mausoleum van Halicarnassus. Süleyman verdreef na zes maanden Beleg van Rodos (1522) de Johannieters uit hun basis te Rhodos en ze gaven toen zonder strijd ook de Petrusburcht op en zwierven volgens de legende zeven jaren door Sicilië, tot ze zich in 1530 vestigden te Malta, dat ze van keizer Karel in leen kregen.

## Bezienswaardigheden
- Fundamenten van het Mausoleum van Halicarnassus.
- De Petrusburcht, met het onderwatermuseum waarin is tentoongesteld het glaswrak de Uluburun, een belangrijke archeologische vondst uit de late bronstijd en de graftombe met het skelet van Ada van Karië.
- Stadswallen uit de tijd van Alexander de Grote, onder meer de Myndospoort.
- Grieks theater.
- Windmolens.

### Vakantiestad
Bodrum had de naam vooral in trek te zijn bij de jonge jetset van Turkije, maar door de groeiende interesse in Turkije als vakantieland voor westerse toeristen is de stad steeds meer een "gewone" vakantieplaats geworden.
Op het schiereiland is meteen het kruisvaarderskasteel St. Pieter te zien en de boulevards met de witte villa's. Het kasteel bevat nu het museum voor onderwaterarcheologie. Het oudste scheepswrak ter wereld ligt daar ook opgesteld. Het hoogste punt van het kasteel is de zogenaamde Franse toren waar een interessante verzameling Myceense voorwerpen ligt tentoongesteld. In de Hall of Coins is een unieke tentoonstelling van ruwe en bewerkte edelstenen, buiten is een collectie grafstenen en antieke Griekse amfora's te zien. Ten slotte is er nog een ruimte met zaken uit het bronzen tijdperk en de graftombe met het skelet van Ada van Karië.
De moskeeën Tepecik Camii en Adliye Camii zijn ook bezienswaardig. Men kan daar kennismaken met oosterse decoraties, arabesken, geometrische motieven, vegetatieve patronen en teksten. In Turkije zijn moskeeën toegankelijk voor niet-moslims, wat niet in alle landen met een voornamelijk islamitische bevolking het geval is.
Bodrum heeft een eigen vliegveld. Op hetzelfde schiereiland liggen ook populaire vakantieplaatsjes als Bitez, Torba en het inmiddels aan Bodrum vastgegroeide toeristenoord Gümbet. De op een na grootste plaats op het schiereiland is Turgutreis, waar elke zaterdag een grote markt plaatsvindt, welke vooral door de toeristen goed wordt bezocht.

## Bron
1. ↑  Bodream, Jean-Pierre Thiollet, Anagramme Ed., 2010, p.13-20. ISBN 978-2-35035-279-4

- Bibliothèque nationale de France: cb11960967v (data)
- Gemeinsame Normdatei: 4087873-9
- Library of Congress Control Number: n99265362
- MusicBrainz: 6a1c673a-415b-4920-936c-b518ea334c9e
- Nationale Bibliotheek van Tsjechië: ge477681
- Nationale Bibliotheek van Israël: 987007465492305171
- Système universitaire de documentation: 027605728
- TDVİA: bodrum
- Virtual International Authority File: 239465532
- WorldCat: E39PCjJrBFrgFcYx9rfHMkKYpq